# Circus Lure
Pour plus de détails, voir Fiche technique et Distribution.
Circus Lure est un film muet américain de Frank S. Mattison, sorti en 1924.

## Fiche technique
- Réalisation : Frank S. Mattison[2]
- Production : Sanford Productions[3]
- Genre : mélodrame
- Pays de production :  États-Unis
- Langue : anglais
- Format : noir et blanc - Muet - 35 mm
- Date de sortie : 
  - États-Unis : 15 juin 1924

## Distribution
- Matty Mattison :  Joe Henry
- Lorraine Eason
- Billy Franey
- Gene Crosby
- Lafe McKee
- Olin Francis
- Florence Lee
- Nelson McDowell
- Dorris Dare